# Sejh Abd el-Kurna-i rejtekhely
A Sejh Abd el-Kurna-i rejtekhely Egyiptomban található, Sejh Abd el-Kurnában. Egyike azoknak az „újrafelhasznált” síroknak, ahová a XXI. dinasztia idején az egyre gyakoribb sírrablások elől menekítették a királyi múmiákat (hasonló rejtekhelyek még a DB320 – az úgynevezett Dejr el-Bahari-i rejtekhely – és II. Amenhotep sírja, a Királyok völgye 35). Az itt talált tizenkét múmia mindegyike újbirodalmi hercegnőé; az a kevés közülük, akit sikerült időben elhelyezni, a XVIII. dinasztia második felére datálható. Ez bizonyítja, hogy nem ez volt az eredeti sírhelyük, a XVIII. dinasztia idején ugyanis nem fordult elő, hogy királyi családtagokat itt, a Nemesek völgyében helyeztek örök nyugalomra, csak az ellenkezőjére van példa.
Erre a rejtekhelyre I. Pszuszennész uralkodásának 27. évében vitték a múmiákat korábbi sírhelyükről (a fáraót nem említik a hieratikus feliratok, de stílusuk alapján erre az időszakra tehetőek, és Pszuszennész dinasztiája egyetlen fáraója, aki 26 évnél tovább uralkodott). A sírt 1857-ben fedezte fel Alexander Henry Rhind. A felfedező megtalálta a síron III. Amenhotep pecsétjét, és azt is észrevette, hogy a sírrablók betörtek ide. Maga a sír kétszintes, a felső szint kb. 15×15 méteres, tetejét hat oszlop tartja, az alsó szintre a felsőn át lehet lejutni egy folyosón. Ennek a lejáratán a nekropolisz pecsétje állt. A kifosztott múmiákat az alsó szinten találták, a múmiapólyát a sírrablók feltépték rajtuk, hogy hozzájussanak a rendszerint bennük elhelyezett amulettekhez. A múmiák mellett tizennégy, hieratikus írással ellátott facímkét találtak, rajta az elhunytak nevével. Ugyanitt találtak egy pecsétet III. Amenhotep trónnevével.
A feliratok a címkéken az újratemetéskor készültek, mert némelyiken megnevezik azokat, akik segédkeztek a hercegnők újratemetésénél: Tugai, a felügyelő, Sza és Neferuerhatef, az őrök, és Neferronpet, a balzsamozó (több más név olvashatatlan). A nevek alapján először a XXI. dinasztia korára datálták a temetkezést, később azonban bebizonyosodott, hogy korábban élt emberek újratemetéséről van szó. Cyril Aldred úgy tartja, a sír III. Amenhotep 27. uralkodási évében készült, az ő gyermekei számára.
A temetkezés szegényes volta miatt Rhind eredetileg azt gondolta, a múmiák a címkéken említett királyi hölgyek szolgálóinak a testei.

## A múmiák
- A király leánya, Amenemopet.
- A király leánya, Henutjunu.
- A király leánya, Meritptah.
- A király leánya, Nebetia; a király fiának, Sziatumnak a lánya.
- A király leánya, Neferuamon.
- A király leánya, Neszuhat, a királyi gyermekek házából.
- Paihia, Menheperuré király leánya.
- A király leánya, Pipui, akit Iwy kislányának neveznek.
- A király leánya, Szathori.
- A király leánya, Tatau, a királyi gyermekek házából.
- Tiaa, Menheperuré király leánya a királyi gyermekek házából.
- A király leánya, Wiai.

Pipui és Henutjunu neve két címkén szerepel. Előbbi esetlegesen azonos a XIX. dinasztiabeli Pipui hercegnővel, aki II. Ramszesz lányainak listáján szerepel.
Csak négyen vannak a hercegnők közt, akiknek családi kapcsolatait a fennálló bizonyíték alapján meg lehet próbálni kideríteni. Tiaát és Paihiát a címkék Menheperuré (IV. Thotmesz) leányának nevezik; előbbinek ráadásul azonos a neve a fáraó anyjáéval. Amenemopet is nagyjából ebben az időben élt, és lehetett akár IV. Thotmesz leánya is, de II. Amenhotepé vagy III. Amenhotepé is; nagy valószínűséggel azonos azzal az Amenemopet hercegnővel, akit egy Horemheb nevű tiszt ábrázol a sírjában, Horemheb pedig mindhárom fáraó alatt szolgált. Nebetia III. Amenhotep idejére tehető; annak ellenére, hogy a fáraók lányait megillető „a király leánya” címet viseli, úgy tűnik, nem gyermeke, csak unokája volt egy fáraónak, aki nagy valószínűséggel IV. Thotmesz.
Tatau neve után hiányos a szöveg; nem lehet eldönteni, a név hosszabb volt-e és csak töredékekben maradt fenn, vagy állt utána más szöveg is, pl. Menheperuré király leánya. A név esetleg a Teti név egy variánsa. Wiai neve majdnem biztosan rövidítés, a Mutemwia és hasonló nevek beceneve lehetett.